# 람베르토 마조라니
람베르토 마조라니(Lamberto Maggiorani, 1909년 8월 28일 ~ 1983년 4월 22일)는 1948년 비토리오 데 시카 감독의 영화 자전거 도둑 (영화)에서 안토니오 리치 역을 맡은 것으로 기억되는 이탈리아 배우이다.
그는 이 영화에 캐스팅될 당시 공장 노동자(그는 선반공으로 일했다)이자 비전문 배우였다. 그는 연기로 60만 리라(미화 1,000달러)를 벌어 새 가구를 사고 가족과 함께 휴가를 보낼 수 있었다. 그러나 그가 공장으로 돌아왔을 때 사업이 둔화되었고, 경영진은 그가 영화배우로서 "수백만 달러를 벌었다"고 인식되었기 때문에 다른 가난한 동료들 대신 그를 해고하는 것이 더 공정하다고 판단하여 해고당했다. 그는 벽돌공으로 가끔 일자리를 찾았지만, 영화에서 역할을 얻으려고 계속 노력했으나 거의 성공하지 못했다. 데 시카조차도 그를 엑스트라 외에 다른 역할로 고용하는 것을 망설였다. 피에르 파올로 파솔리니는 이탈리아 영화계에서 그의 상징적 지위 때문에 그에게 영화 맘마 로마(1962)에서 작은 역할을 주었다. 자전거 도둑 (영화)의 시나리오 작가인 체사레 자바티니는 마조라니의 곤경을 알고 그의 세계를 바꾸는 네오리얼리즘 영화의 능력의 한계를 보여주기 위해 "투, 마조라니"라는 제목의 시나리오를 썼다.
마조라니는 1983년 로마 산 조반니 병원에서 영화배우로서의 첫 성공을 되찾지 못한 채 사망했다.

## 필모그래피
| 연도 | 제목                          | 역할               | 비고                 |
| ---- | ----------------------------- | ------------------ | -------------------- |
| 1948 | 자전거 도둑 (영화)            | 안토니오           |                      |
| 1949 | 트웬티 이어즈                 |                    |                      |
| 1950 | 이름 없는 여인들              | 안나의 약혼자      |                      |
| 1951 | A Tale of Five Cities         |                    |                      |
| 1951 | Attention! Bandits!           | 마르코             |                      |
| 1951 | 안나                          | 위장이 다친 환자   |                      |
| 1951 | Salvate mia figlia            |                    |                      |
| 1952 | 움베르토 디                   |                    | 크레딧에 오르지 않음 |
| 1954 | Via Padova 46                 | 비아 파도바의 포터 |                      |
| 1954 | Vacation with a Gangster      | 무고한 죄수 5823호 |                      |
| 1955 | Don Camillo's Last Round      |                    |                      |
| 1956 | Toto, Peppino and the Outlaws | 한 도둑            |                      |
| 1961 | 최후의 심판                   | 가난한 남자        |                      |
| 1962 | 맘마 로마                     | 한 아픈 남자       |                      |
| 1963 | Mad Sea                       | 고용비를 내는 남자 |                      |
| 1970 | 오스티아                      | 모니카의 아버지    | (마지막 영화 역할)   |